# Madegalatha malagassica
Madegalatha malagassica är en fjärilsart som beskrevs av George Francis Hampson 1909. Madegalatha malagassica ingår i släktet Madegalatha och familjen nattflyn. Inga underarter finns listade i Catalogue of Life.